# Nachtangst
Nachtangst of pavor nocturnus is een slaapstoornis die sterk verschilt van de nachtmerrie.
Pavor nocturnus is herkenbaar aan de volgende verschijnselen:
1. treedt meestal op in de eerste helft van de nacht (in tegenstelling tot de nachtmerrie, die meestal optreedt in de tweede helft van de nacht);
2. de persoon kan zich geen droom herinneren (bij een nachtmerrie meestal wel);
3. het lijkt alsof de persoon wakker is (omdat deze meestal zijn ogen open heeft), maar eigenlijk is dat niet of nauwelijks het geval;
4. de persoon kan slaan met armen en benen, en eventueel ook schreeuwen;
5. de persoon is totaal onbereikbaar (omdat deze eigenlijk nog slaapt).